# タイの映画

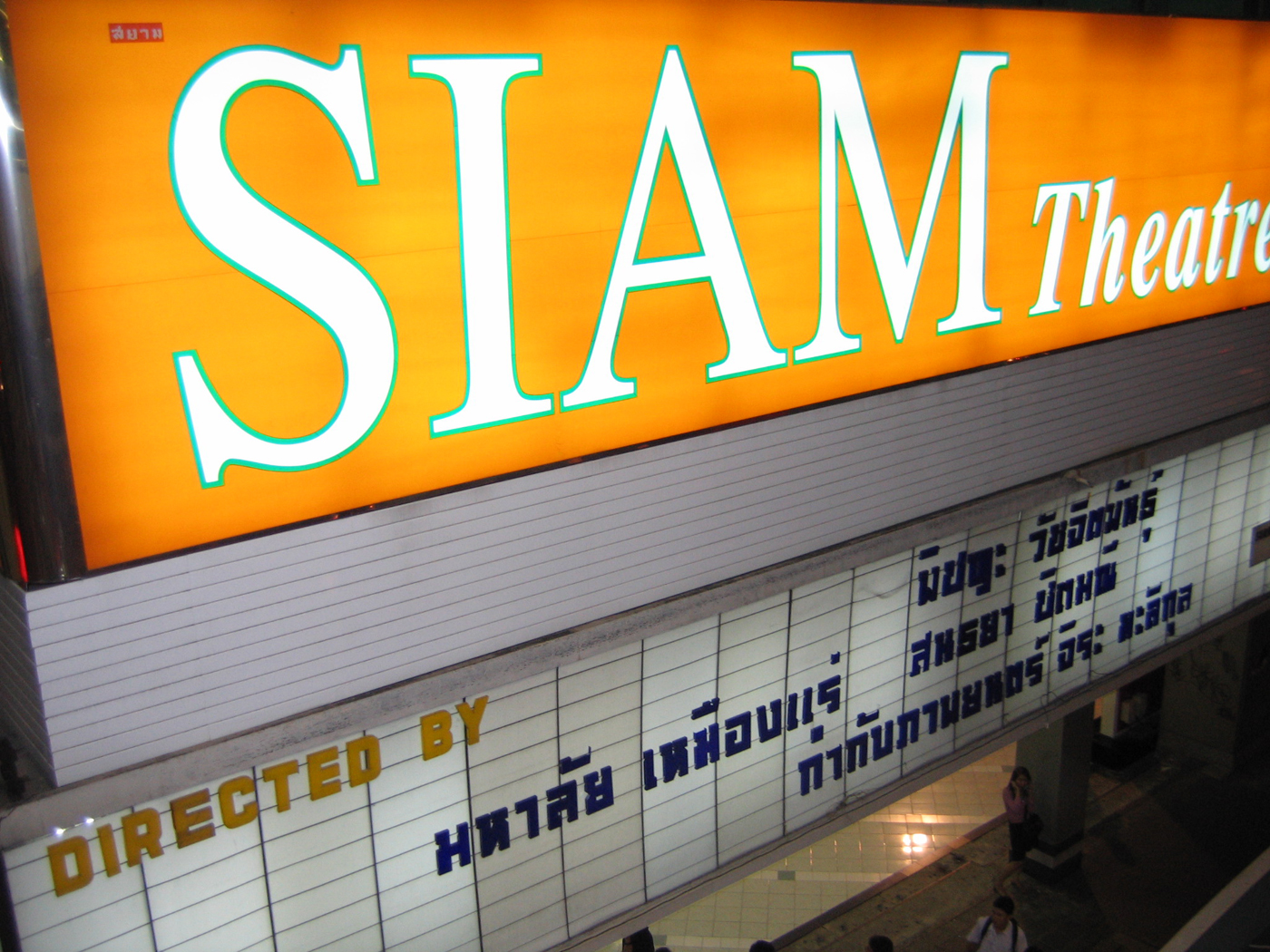
サイアム・シアター
（バンコク・サイアム・スクエア）

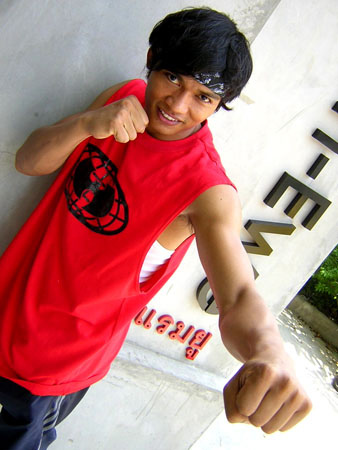
トニー・ジャー、代表作はマッハシリーズ、タイのアクションスター

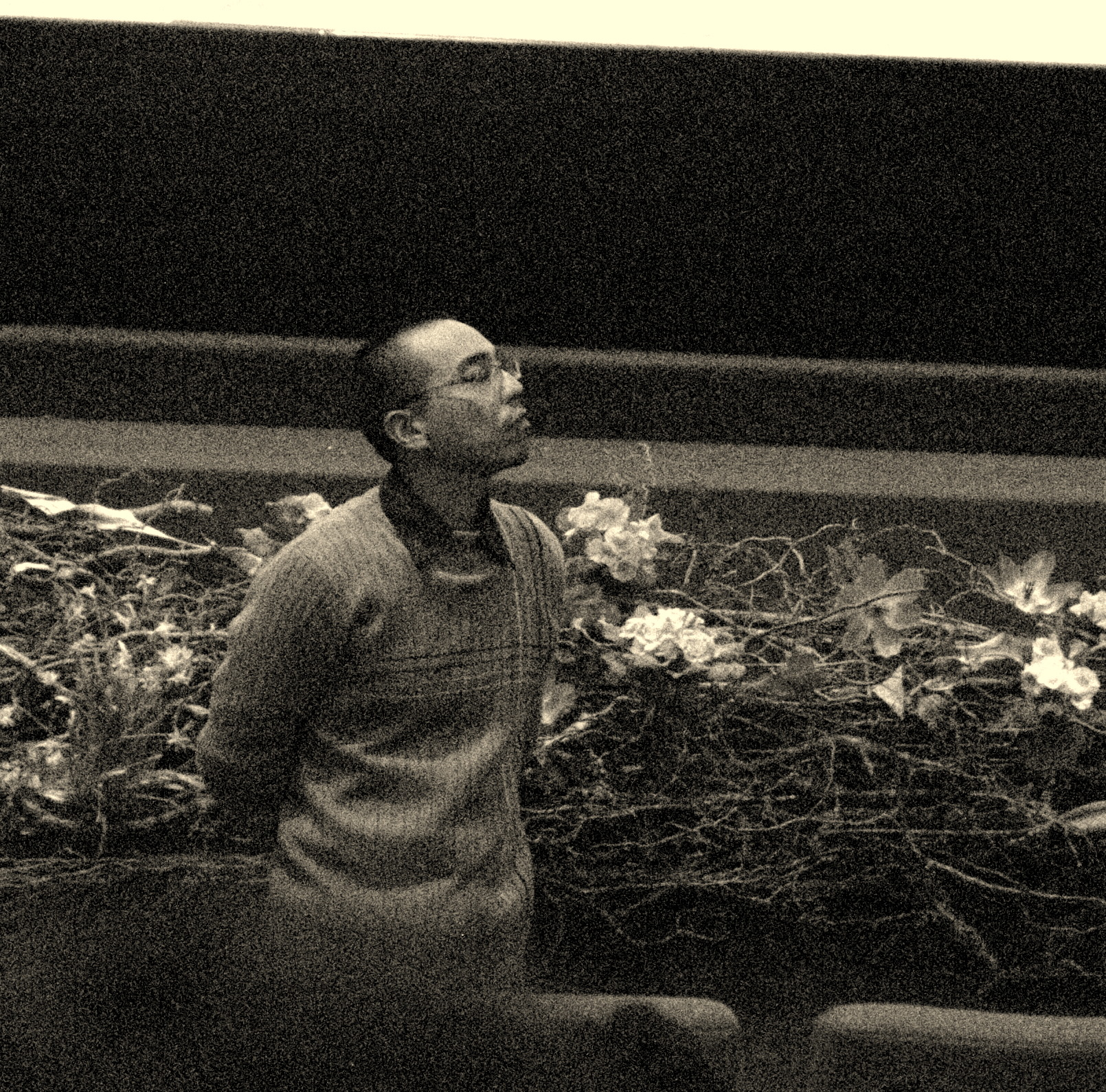
アピチャートポン監督

タイの映画（タイのえいが）は、タイ国籍を持つ者またはタイの法人によって製作された映画で、ほとんどの場合、タイ人の映画スタッフと俳優で構成され、主にタイ国内の映画館等で公開される映画を指す。

## 歴史
1897年「パリのシネマトグラフ」が西洋人によってはじめてタイで上映されたことに歴史が始まる。その後の1905年、日本人によって常設映画館がバンコクに設置されたが人気が高くタイ資本の参入が相次ぎ10年ほどで廃業した。しかし、これによってタイでは映画のことをナン・イープン（日本のスクリーン劇）と呼ぶ習慣が今後しばらく続くことになる。最初のタイ人による作品は1900年に作成されたサンパサートスパキット親王による作品であった。
特筆べきは1922年のその輸送網を生かしたタイ国有鉄道が映画会社を設立し、2年後にハリウッドと共同でナーンサーオ・スワンを制作した。これはそれまでドキュメンタリー中心であったタイ映画界がドラマ映画一色になるほどの反響をえた。その後、1930年には早々トーキー映画が上陸1930年代後半まで映画界は黄金期を経験した。
一方で1929年に始まった不況は徐々にタイ経済を圧迫し1940年からは、次々と興行会社が没落していった。この状態は戦後も続くことになる。
戦後の不況期にはその経済性から16mmカラー・フィルムが主流となる。1956年には、ミット・チャイバンチャーという俳優演じる映画『チャート・スア』の公開を境にタイ映画界は第二の黄金期を経験する。ミットはその事故死に至る1971年まで300本以上の作品に出演し、16mm時代の黄金期に制作された映画の半数以上はミットの出演があるとさえ言われている。この俳優の死後、タイ経済状況も大幅に改善し、16mmカラーの粗悪な二番煎じの作品が横行したこともあって、16mmカラー映画はタイ映画界から姿を消すこととなる。
1980年代前後にアクション映画が多数に作られるようになり、2003年制作の『マッハ!!!!!!!!』に大きな影響を与えたパンナー・リッティクライに代表されるようなアクション俳優の登場もこのころになる。また経済の成長に伴い生じた社会の矛盾を描くチャートリーチャルーム・ユコン監督もこのころの登場になる。年間200本の映画を制作するようになり、世界でも有数の映画生産国となる。
同じ頃、タイ映画はハリウッド映画や香港映画、マサラ・ムービー（インド映画）の上映が盛んになっていく。この後、徐々にタイ映画はこの後外国映画にその座を奪われていくことになる。
ところが、2001年それまで興行成績の悪かったタイ映画界に前述のチャトリーチャルーム監督による『スリヨータイ』の公開を境に一挙にタイ映画ブームが起こった。観衆がそれまで注目していなかったタイ映画界に興味を寄せるようになったためである。
これ以降多数のタイ国内映画が作られるようになる。特筆すべきはアピチャートポン・ウィーラセータクン監督の『ブリスフリー・ユアズ』や『トロピカル・マラディー』などの作品がカンヌ国際映画祭で受賞したことがあげられる。同氏は『ブンミおじさんの森』で同映画祭のパルムドールを受賞した。これは、タイ映画史上初の快挙である。
国際的な進出も顕著であり、『地球で最後のふたり』や『THE EYES』の様に外国と共同で映画の制作に当たることもある。また、映画館でも英語字幕付きのタイ映画を上映したりと精力的である。
また、ユッタルート・シッパパーク監督の様な若手監督の台頭も生んだ。

## タイ映画における古典的プロットやパターン
以下で説明するものは古典的なプロットであり、現在の映画界では必ずしも当てはまらない場合が多い。

### ロマンス
ハリウッドの影響を受けて成立。西洋風でお洒落な浮気っぽい青年ではない男性と、お金持ち的風貌の若い女性（必ずしもお金持ちとは限らない）の恋愛話。身分の違い、出身の違いなどで恋にジレンマを抱えている。シチュエーションが現実社会の実状と大きく乖離しているのが特徴。マンネリ化しすぎたため、現在ではあまり見られないが、『メナムの残照』などの様に恋愛の要素がある映画には大きく影響している。近年の作品では、意図的にこのプロットを利用した『アイアン・プッシーの冒険』などがある。

### 疑似中国時代劇
『三国演義』の翻案作品『サームコック』などに影響を受けた受けた疑似中国時代小説が『サームコック』以降流行したがそれを映像化した物。マカロニ・ウェスタンのタイ・中国バージョンと考えると理解しやすい。華僑・華人の支持で発展。近年はあまり見られない。

### スア
スア（山賊、盗賊、殺し屋のたぐい）の冒険物語。西部劇の影響を受け、ハットをかぶった格好をしている登場人物も多い。主人公はトラウマを抱えている等のシチュエーションで、悪事を正当化する傾向がある。いわゆる日本のヤクザ映画のように、ある種の主義（女からは盗まない、子供を殺さない）をもってして悪事を行うナックレーンという者を美化する傾向がタイにあり、これもこの手のプロットがもてはやされる原因でもある。代表作として『怪盗ブラックタイガー』など。

### 時代劇
『スリヨータイ』、『クン・スック』、『バーンラチャン』などに代表される忠義物の時代劇や、古典文学に材を取った『プラ・アパイマニー』など『クン・チャーン＝クン・ペーン』などのように王の怒りに触れ追放されるが、功績を積んで舞い戻ってくると言うような話がある。いずれも、王と家来の主従関係が話題の中心となっている。

### 社会派
前述、チャートリーチャルーム監督に代表される映画。主人公は大方、貧しい身分の出身であるが学問や主義をもっており（必ずしもそうとは限らない）、踏みにじられながらも賢明に努力しながら生きていく姿を描いた物。写実的なのが特徴。大概がハッピーエンドであるが、中には『シア・ダーイ』などの様に悲劇で終わる物もある。

## 映画祭
- 第63回カンヌ国際映画祭（2010年）
  - ブンミおじさんの森（監督：アピチャートポン・ウィーラセータクン）がパルム・ドールを受賞

## 日本で公開されたタイの映画作品
| 年   | 作品                                  | 配給会社               |
| ---- | ------------------------------------- | ---------------------- |
| 2011 | ブンミおじさんの森                    | ムヴィオラ             |
| 2016 | すれ違いのダイアリーズ                | ムヴィオラ             |
| 2018 | バッド・ジーニアス 危険な天才たち     | GDH 559                |
| 2018 | ポップ・アイ                          | トレノバ               |
| 2019 | ホームステイ ボクと僕の100日間        | GDH 559                |
| 2020 | THE CAVE サッカー少年救出までの18日間 | コムストック・グループ |
| 2020 | ハッピー・オールド・イヤー            | ザジフィルムズ         |
| 2021 | 2gether THE MOVIE                     | スミック・エース       |
| 2021 | デュー あの時の君とボク               | ハーク                 |
| 2022 | プアン/友だちと呼ばせて               | ギャガ                 |
| 2022 | 女神の継承                            | GDH 559                |
| 2023 | 卒業 ～Tell the World I Love You～    | ギャガ                 |
| 2024 | フンパヨン 呪物に隠れた闇             | ギークピクチュアズ     |
| 2024 | ふたごのユーとミー 忘れられない夏     | GDH 559                |
| 2024 | Under Parallel Skies                  | 28 Squared Studios     |
| 2024 | URANUS2324                            |                        |
| 2024 | バーン・クルア 凶愛の家               | GDH 559                |
| 2025 | 今日の海が何色でも                    | foggy                  |
| 2025 | 哭戦 オペレーション・アンデッド       |                        |
| 2025 | おばあちゃんと僕の約束                | GDH 559                |
| 2025 | 親友かよ                              | GDH 559                |